# James Foley
James Foley (New York, 28 dicembre 1953 – Los Angeles, 6 maggio 2025) è stato un regista statunitense.

## Biografia
Debuttò nel 1984 con il film Amare con rabbia, in seguito diresse A distanza ravvicinata con Sean Penn. Nel 1986 iniziò una collaborazione con la cantante Madonna, dirigendola  nei videoclip dei suoi brani Live to Tell, Papa Don't Preach, True Blue, e nonché nel film Who's That Girl.
Nel 1992 diresse il film cult Americani dove collaborò con attori del calibro di Al Pacino (che ricevette anche una nomination ai Premi Oscar 1993 come miglior attore non protagonista), Kevin Spacey, Jack Lemmon, Ed Harris e Alan Arkin.
Negli anni successivi diresse un episodio de I segreti di Twin Peaks, alcuni episodi di House of Cards - Gli intrighi del potere e i film The Corruptor - Indagine a Chinatown, Confidence - La truffa perfetta e Perfect Stranger.
Foley è morto nel 2025, per un tumore al cervello.

## Filmografia

### Cinema
- Amare con rabbia (Reckless) (1984)
- A distanza ravvicinata (At Close Range) (1986)
- Who's That Girl? (1987)
- Più tardi al buio (After Dark, My Sweet) (1990)
- Americani (Glengarry Glen Ross) (1992)
- Un giorno da ricordare (Two Bits) (1995)
- Paura (Fear) (1996)
- L'ultimo appello (The Chamber) (1996)
- The Corruptor - Indagine a Chinatown (The Corruptor) (1999)
- Confidence - La truffa perfetta (Confidence) (2003)
- Perfect Stranger (2007)
- Cinquanta sfumature di nero (Fifty Shades Darker) (2017)
- Cinquanta sfumature di rosso (Fifty Shades Freed) (2018)

### Televisione
- I segreti di Twin Peaks (Twin Peaks) – serie TV, 1 episodio (1991)
- Hannibal – serie TV, 1 episodio (2013)
- House of Cards - Gli intrighi del potere (House of Cards) – serie TV, 12 episodi (2013-2015)
- Wayward Pines – serie TV, 1 episodio (2015)
- Billions – serie TV, 2 episodi (2016)

### Videoclip
- Live to Tell (1986) - Madonna
- Papa Don't Preach (1986) - Madonna
- True Blue (1986) - Madonna